# ダサ級防護巡洋艦
| ダサ級防護巡洋艦                       | ダサ級防護巡洋艦 |
| -------------------------------------- | --- |
| 写真はダサ                             | |
| 艦級概観                               | |
| 艦種                                   | 防護巡洋艦 |
| 艦名                                   | |
| 前級                                   | デカルト級 |
| 次級                                   | カティナ級 |
| 性能諸元（データはネームシップのもの） | |
| 排水量                                 | 常備：3,962トン （カサールとデュ・シャイラは3,890トン） |
| 全長                                   | 96.14m |
| 全幅                                   | 13.67m |
| 吃水                                   | 6.25m |
| 機関                                   | ラグラル・ダフ式石炭専焼水管缶20基 +直立型三段膨張式レシプロ機関2基2軸 |
| 最大出力                               | 10.000hp |
| 最大速力                               | 20.0ノット |
| 航続距離                               | 10ノット/3,000海里 |
| 燃料                                   | 石炭：600トン |
| 乗員                                   | 370～392名 |
| 兵装                                   | Model 1893 16cm（45口径）単装速射砲4基 Model 1891 10cm（45口径）単装速射砲4基 オチキス Model 1885 47mm機砲10基 オチキス Model 1885 37mm機砲5～9基 45cm水上魚雷発射管単装2基 |
| 装甲                                   | 甲板：70mm（水平面）、100mm（傾斜部） 司令塔：100mm |

ダサ級防護巡洋艦 （ダサきゅうぼうごじゅんようかん classe D'Assas croiseurs protégés） はフランスが建造した防護巡洋艦の艦級である。フランス海軍では二等巡洋艦に分類していた。

## 概要
本級は「フリアン級防護巡洋艦」の改良型として建造された。本級は高速を狙って新型のラグラル・ダフ式ボイラーを採用して速力20ノットの高速を発揮した。本級は第一次世界大戦前に建造した艦隊用の小型巡洋艦の艦級では最後となった。

## 艦形について

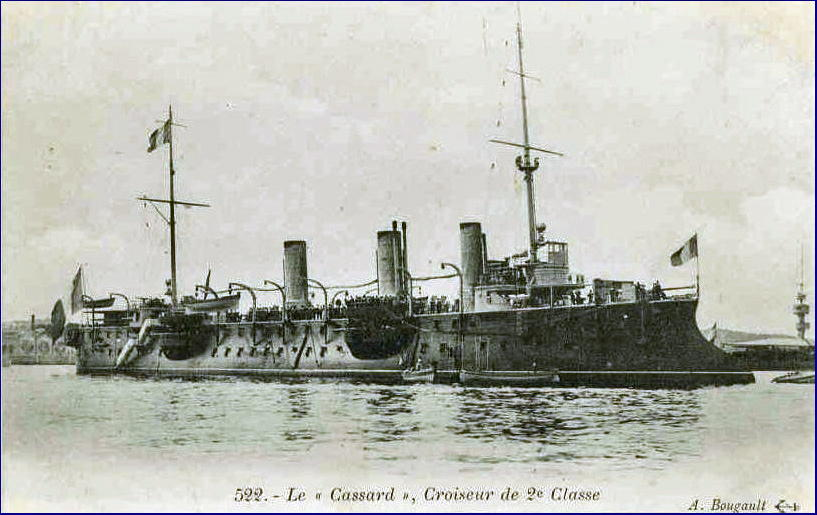
右舷から撮影された「カサール」。

船体形状は当時、フランス海軍が主力艦から軽艦艇に至るまで主に導入していたタンブル・ホーム型船体である。これは、水線部から上の構造を複雑な曲線を用いて引き絞り、船体重量を軽減できる船体方式で、他国では帝政ロシア海軍やドイツ海軍、アメリカ海軍の前弩級戦艦や巡洋艦にも採用された。外見上の特徴として水線下部の艦首・艦尾は著しく突出し、かつ舷側甲板よりも水線部装甲の部分が突出すると言った特徴的な形状をしている。このため、水線下から甲板に上るに従って船体は引き絞られ甲板面積は小さくなっている。これは、備砲の射界を船体で狭められずに広い射界を得られる。
本艦の船体形状は前級と同じく乾舷の高い艦首から低い艦尾までなだらかに傾斜する平甲板型船体である。水面部が突出した艦首から艦首甲板に16cm（45口径）単装速射砲が1基、司令塔を下部に組み込んだ箱型艦橋を基部にして簡素な単脚式の前檣が立つ。その背後の等間隔に並んだ3本の煙突の周囲は艦載艇置き場となっており、片舷2本ずつを1組として片舷3組計6組のボート・ダビットにより運用された。後部甲板には簡素な単脚式の後檣と16cm単装速射砲が後ろ向きに1基である。主砲の16cm単装速射砲は船体中央部の2箇所に設けられた張り出し部にケースメイト（砲郭）配置で片舷2基ずつ計4基4で計6基が配置された。この武装配置により首尾線方向に最大16cm砲3門、左右方向に最大16cm砲4門、14cm砲2門が指向出来た。

## 同型艦
- ダサ（D'Assas）
- カサール（Cassard）
- デュ・シャイラ（Du Chayla）